# 発煙点
発煙点（はつえんてん）とは、油脂を加熱していくときに煙が発生する温度のことである。
油脂がトリアシルグリセリン以外の成分を含んでいると、低い温度でこれが分解して発煙するため、発煙点は油脂の精製度合いの目安となる。
普通の精製油脂の発煙点は240℃あるいはそれ以上であるが、精製度の低いごま油などでは160℃くらいのものもある。
油脂を長い間加熱したときも発煙点は下がる。フライなどに長く使って老化した油では180℃くらいまで発煙点が下がり、フライ中でも発煙するようになり使用に耐えなくなる。
植物油の発煙点は以下を参照。
- 植物油の組成